# Église Saint-Christophe de Cussey-sur-Lison
Pour les articles homonymes, voir Église Saint-Christophe et Saint Christophe.
L’église Saint-Christophe de Cussey-sur-Lison est une église située à Cussey-sur-Lison dans le département français du Doubs.

## Histoire
La première construction de l'église remonte au XIIe siècle.
La totalité de l'église fait l’objet d’une inscription au titre des monuments historiques depuis le 13 juin 1991.

## Rattachement
L'église fait partie de la paroisse du Calixte II de Quingey (Quingey) qui est rattachée au diocèse de Besançon.

## Mobilier
L'église possède des éléments classés à titre objet aux monuments historiques pour la plupart classé en 1985 et datant du XVIIIe siècle : des tableaux de Saint-Christophe, de Notre Dame des ermites, de Saint-François Xavier ; le maître autel, le tabernacle et les autels latéraux, ; les fonts baptismaux.